# 卢立群旧居
卢立群旧居，位于蛇山抱冰堂北面约200米处，本为建于1896年的清末新军军官俱乐部。1980年代末拆除，2008年重建。一层平房，中西合璧风格，红瓦灰砖，外设石围栏，绿树环抱。2011年入选第五批武汉市文物保护单位，2012年设立纪念馆，2015年末修缮，入藏卢氏家族相关文物近千件，包括过去未见的蒋介石视察蛇山首义公园、张学良等在园内植树的照片。
卢立群（1904-1976)是蛇山首义公园的缔造者。其兄卢琬骧是董必武同学，卢立群13岁时求学于董必武。九一八事变后卢立群回国，安家于抱冰堂，主持市政建设与园林规划，创立大首义公园，整理蛇山各处景点。他还是武昌自来水工程等项目的推动者。